# پرواز شماره ۲۰۲ هواپیمایی آریانا
پرواز شماره ۲۰۲ هواپیمایی آریانا (به انگلیسی: Ariana Afghan Airlines Flight 202) یک پرواز هواپیمایی آریانا از بیروت، لبنان به مقصد نهایی کابل بود که در آن ۲۲ مسافر و ۵ خدمه حضور داشتند، در تاریخ ۲۱ نوامبر ۱۹۵۹ در بیروت دچار سانحه شد و ۲۶ نفر جان باختند. 

## شرح واقعه
پرواز شماره ۲۰۲ خطوط هوایی آریانا افغان، داگلاس دی سی-۴، یک پرواز برنامه‌ریزی شده بین‌المللی از لبنان بود که به مقصد افغانستان با توقف‌های برنامه‌ریزی شده در فرودگاه مهرآباد، ایران و فرودگاه بین‌المللی قندهار، افغانستان عازم بود. دو دقیقه پس از برخاستن، هواپیما در تپه ای در آرامون در نزدیکی بیروت سقوط کرد. یک آتش‌سوزی کوچک در کابین کمی پس از سقوط رخ داد.